# Moisés Caicedo Corozo
Moisés Caicedo Corozo   (Santo Domingo, 2 de novembre de 2001) és un futbolista equatorià que juga com a migcampista des del 2023 al Chelsea FC, de la Premier League anglesa, en el que va ser el fitxatge més car de la història de la Premier: 115 milions de lliures esterlines.
També és internacional amb la selecció de futbol l'Equador d'ençà del 2020, de la qual és el jugador més jove a marcar un gol, amb 18 anys, per davant de Luis Antonio Valencia, que el 2005 va marcar amb 19 anys. El 29 de novembre del 2022 es va convertir en el futbolista equatorià més jove a marcar un gol a la Copa del Món de Futbol, a Qatar, amb 21 anys i 27 dies, i també va ser el primer futbolista del Brighton & Hove Albion FC a marcar un gol en un mundial.

## Palmarès
| Títol                    | Club                    | Any  |
| ------------------------ | ----------------------- | ---- |
| Copa de Sud-amèrica      | Independiente del Valle | 2019 |
| Copa Libertadores Sub-20 | Independiente del Valle | 2020 |